# Rudolf Riedl
Rudolf Peter Riedl (* 6. Juni 1907 in Wien; † 4. Dezember 1994 in Salzburg) war ein österreichischer Eisschnellläufer.

## Werdegang
Riedl, der für den Wiener Eislauf-Verein startete, nahm im Jahr 1928 an der Mehrkampf-Weltmeisterschaft in Davos teil, die er aber vorzeitig beendete. Bei den folgenden Olympischen Winterspielen 1928 in St. Moritz lief er auf den 26. Platz über 5000 m, auf den 24. Rang über 500 m sowie auf den 22. Platz über 1500 m. Im folgenden Jahr wurde er erstmals österreichischer Meister im Mehrkampf und errang bei der Mehrkampf-Europameisterschaft in Davos den sechsten Platz. Bei der österreichischen Meisterschaft im Mehrkampf 1930 errang er den zweiten Platz. Im Winter 1930/31 kam er bei der Mehrkampf-Europameisterschaft 1931 in Stockholm auf den 14. Platz und bei der Mehrkampf-Weltmeisterschaft 1931 in Helsinki auf den sechsten Rang. Zudem wurde er im Jahr 1931 österreichischer Meister im Mehrkampf. Im folgenden Jahr verteidigte er den Meistertitel und gewann bei der Mehrkampf-Europameisterschaft in Davos die Bronzemedaille. Im Januar 1933 belegte er bei der österreichischen Meisterschaft im Mehrkampf nochmals den zweiten Platz.

## Persönliche Bestleistungen
| Disziplin | Zeit        | Datum           | Ort   |
| --------- | ----------- | --------------- | ----- |
| 500 m     | 44,8 s      | 28. Januar 1933 | Davos |
| 1000 m    | 1:33,2 min  | 28. Januar 1933 | Davos |
| 1500 m    | 2:21,9 min  | 21. Januar 1933 | Davos |
| 5000 m    | 8:41,3 min  | 21. Januar 1933 | Davos |
| 10000 m   | 18:24,8 min | 9. Januar 1932  | Davos |